# Ngaremlengui
Ngeremlengui là một trong 16 bang của quốc đảo Palau. Dân số của bang là 317 (năm 2005), bang nằm ở phía tây của bang Melekeok, nơi là thủ đô mới của Palau. Thủ phủ của bang là làng Imeong. Ngeremlengui nằm ở phía tây của đảo Babeldaob, là lớn nhất đảo ở Palau. Ngarelemgui là bang có diện tích lớn nhất nước với 65 km².
Thể laọi:Bang Palau